# Chiesa di San Modesto (Aldeno)
La chiesa di San Modesto, anche chiamata chiesa di San Vito e di San Modesto, è la parrocchiale di Aldeno, posta in piazza Cesare Battisti, 14. Risale al XVIII secolo.

## Storia
La chiesa parrocchiale di San Modesto di Aldeno è stata eretta tra il 1767 ed il 1776.

## Descrizione

### Facciata
La facciata articolata presenta un primo ordine diviso in tre parti da quattro paraste con capitelli in stile misto. La sezione centrale ospita il portale di accesso costituito da due colonne che sorreggono un frontone arrotondato in marmo. Alle due estremità superiori del frontone due acroteri. Il secondo ordine, di altezza ridotta rispetto al primo, ne ripete i motivi ed, al centro, ospita un finestrone rettangolare con parte superiore ondulata rialzata in mezzo. Il frontone arrotondato con andamento sinusoide, nella parte centrale più alta mostra un acroterio ed una elegante croce. Due acroteri sono presenti anche lateralmente. 

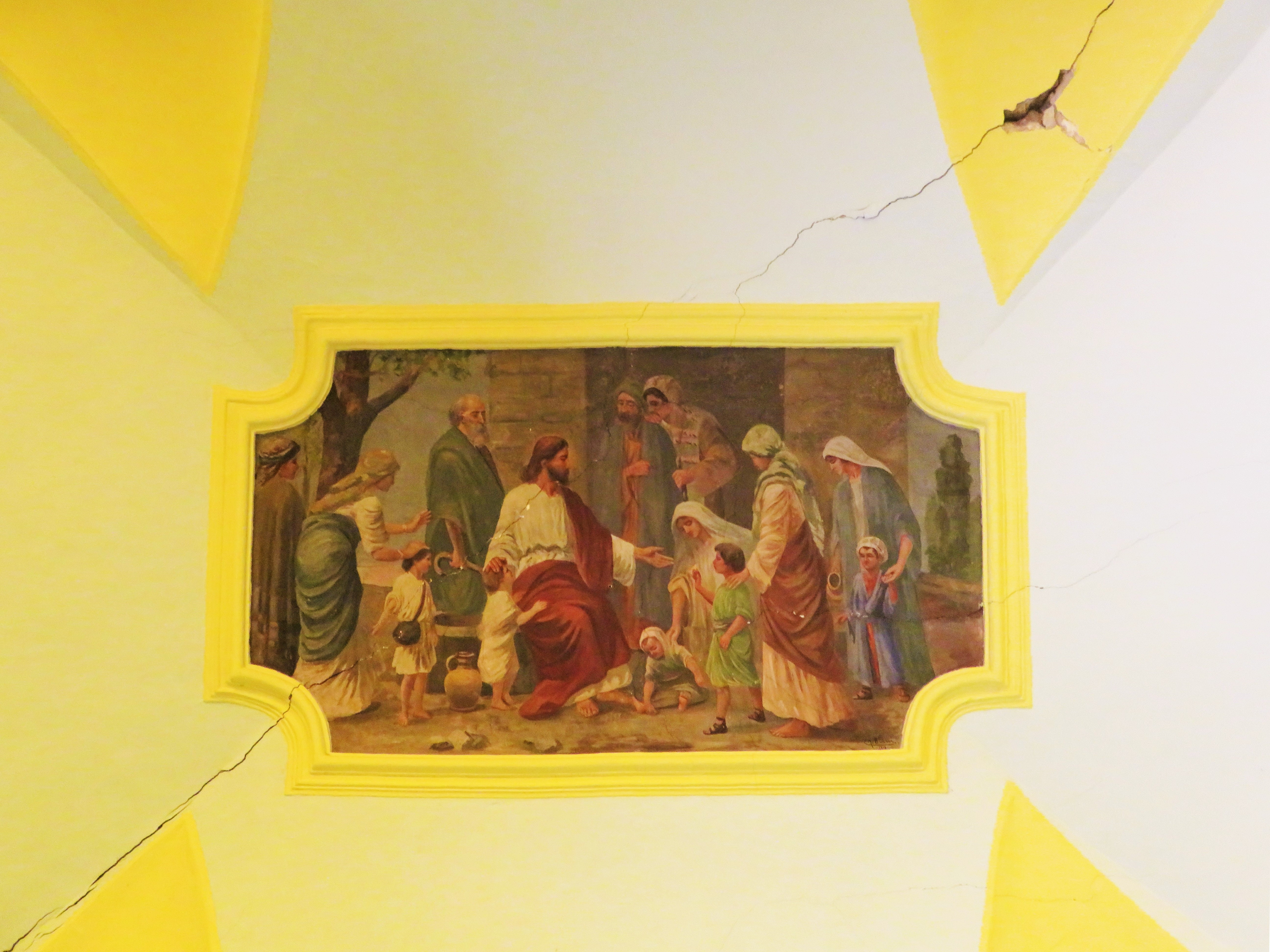
Gesù tra i bambini, affresco sul soffitto della sacrestia. Sono presenti vistose crepe sulla volta.

### Fiancate
Le fiancate laterali della chiesa hanno altri accessi. Sul lato sinistro dell'edificio si trova addossata la piccola sacrestia mentre su quello destro, vicino all'abside, c'è la torre campanaria. Sia la sacrestia sia la torre campanaria mostrano problemi di staticità.

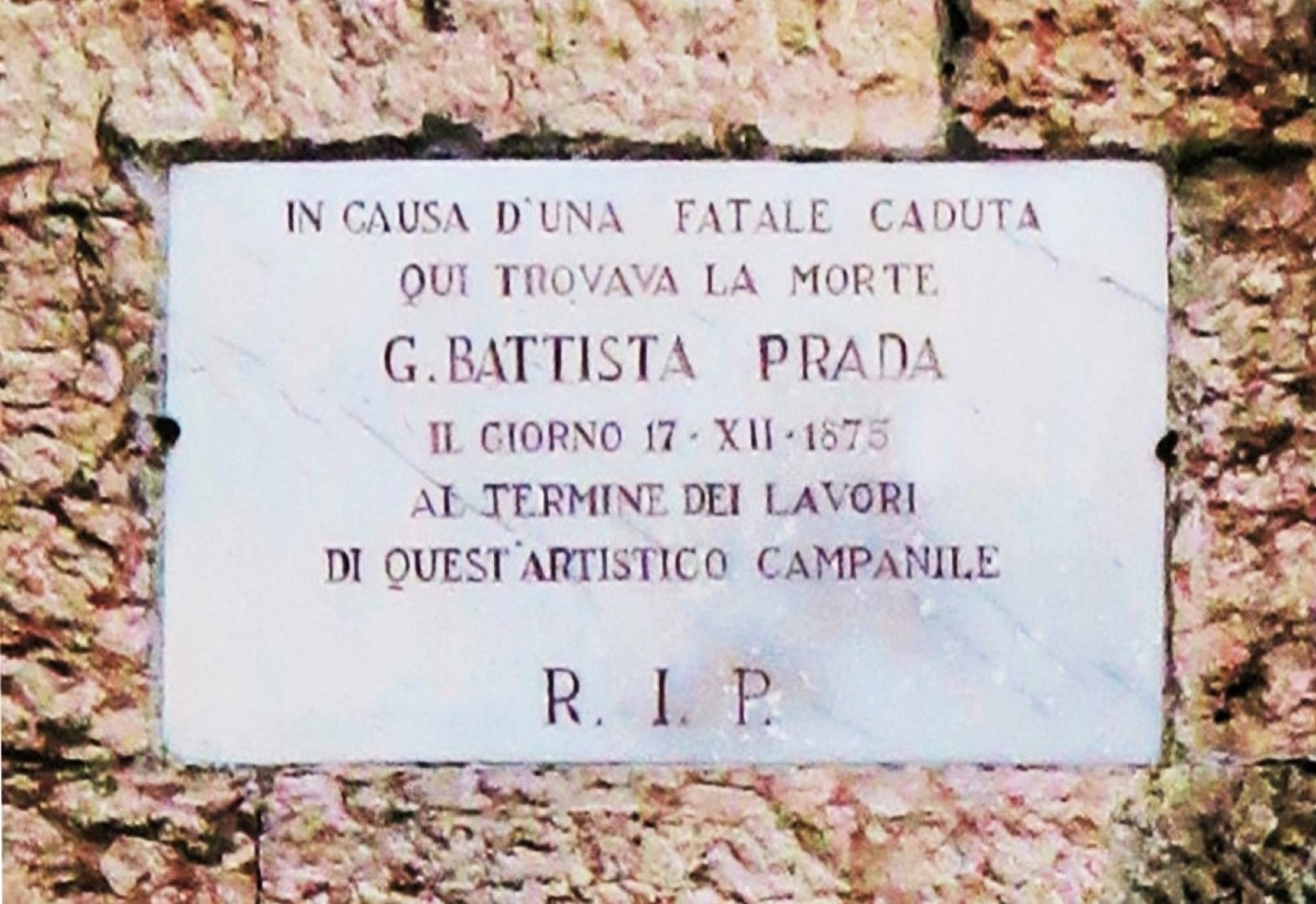
Epigrafe nella parte bassa del campanile che ricorda G. Battista Prada, morto durante le ultime fasi della costruzione, il 17 dicembre 1875.

### Interno
È presente una sola navata con quattro cappelle, due per lato. Queste sono separate dagli ingressi laterali ed in ognuna sono presenti altari di marmo. La volta è a vela. Tutto l'interno è riccamente decorato a stucchi colorati con toni delicati rosa, verde, azzurro, bianco ed oro.
Il presbiterio, rialzato, presenta un altare maggiore barocco con colonne e statue. Nell'abside è presente un organo.

### Campanile
Il campanile è opera di Ignazio Liberi, ed è stato costruito successivamente alla chiesa, tra il 1872 ed il 1876. È costruito in pietra calcarea rosa e bianca delle cave di Cadine ed ha una particolare cuspide a forma di elmo inglese, realizzata in rame. La sua altezza, secondo fonti relativamente recenti, è di 64 m, tra le maggiori della Vallagarina. Altre fonti lo vorrebbero di 69 m.